# 봉호
봉호(封號)는 제왕(帝王) 또는 군주가 가봉(加封), 사여하는 칭호를 말한다. 중국에서 봉호가 출현한 가장 이른 시기는 주나라 때이며, 봉건 사회가 끝나는 청나라 때까지 지속되었다. 유럽에서 봉호는 봉건 시대부터 시작되어 현재 입헌군주제 국가에도 존재하고 있다. 또한 봉호와 분봉(分封)은 함께 대부분의 작위의 사봉(賜封)에서 체현된다.